# Jelena Wadimowna Antonowa
Jelena Wadimowna Antonowa (russisch Елена Вадимовна Антонова; * 21. Juni 1945 in Moskau) ist eine sowjetisch-russische Prähistorikerin.

## Leben
Antonowa studierte an der Lomonossow-Universität Moskau (MGU) in der Historischen Fakultät (IstFak) mit Abschluss 1967. Darauf arbeitete sie als wissenschaftliche Mitarbeiterin in den Museen des Moskauer Kremls.
1972 wurde Antonowa Mitarbeiterin des Moskauer Instituts für Orientstudien (IW) der Akademie der Wissenschaften der UdSSR (seit 1991 Russische Akademie der Wissenschaften). Sie verteidigte 1973 in der IstFak der MGU ihre Dissertation über die anthropomorphe Plastik Vorder- und Zentralasiens in der Jungsteinzeit und Kupfersteinzeit mit Erfolg für die Promotion zur Kandidatin der historischen Wissenschaften.
Antonowa erforschte die kulturelle Entwicklung der frühen Ackerbauern in Vorder- und Zentralasien. Ein Forschungsschwerpunkt waren die in Çatal und Hacılar Höyük gefundenen Skulpturen. Anhand der Ähnlichkeiten und Unterschiede der anthropomorphen Skulpturen aus den verschiedenen Kulturregionen kam sie zu Aussagen über die Weltanschauungen der Menschen, ihrer wirtschaftlichen Tätigkeiten  und der sozialen Beziehungen. Sie verteidigte 1989 im IW ihre Doktor-Dissertation über die Kultur der frühen Ackerbauern Vorder- und Zentralasiens mit Erfolg für die Promotion zur Doktorin der historischen Wissenschaften.
Nun konzentrierte sich Antonowa auf die Halaf-, Samarra- und Obed-Kulturen und erforschte die Staatenbildung im Zweistromland des 6.–3. Jahrtausends v. Chr.